# Orimarga pachyrhyncha
Orimarga pachyrhyncha är en tvåvingeart som beskrevs av Alexander 1968. Orimarga pachyrhyncha ingår i släktet Orimarga och familjen småharkrankar. Inga underarter finns listade i Catalogue of Life.